# Aiello Calabro
Aiello Calabro ist eine italienische Gemeinde in der Provinz Cosenza in der Region Kalabrien mit 1374 Einwohnern (Stand 31. Dezember 2023).

## Geographie
Aiello Calabro liegt 45 km südlich von Cosenza.
Die Nachbargemeinden sind Cleto, Grimaldi, Lago, Martirano (CZ), Martirano Lombardo (CZ), San Pietro in Amantea und Serra d’Aiello.

## Persönlichkeiten
- Maria Voce (1937–2025), Juristin und Theologin